# Középút (buddhizmus)
A középút (páli: maddzshimá patipadá; szanszkrit: madhyamā-pratipad) kifejezést Gautama Sziddhártha használta, hogy leírja azt az utat, ami a számára megvilágosodáshoz vezetett. Ez a megvilágosodása utáni legelső tanítása során hangzott el először. Ebben a szútrában (Dhammacsakkappavattana-szutta) Buddha a középutat a mérsékletesség ösvényeként jellemzi, az érzéki élvezetek és az önsanyargatás között. Szerinte ez a bölcsesség ösvénye. A középső ösvény nem jelenti egy két szélsőséges nézőpont közé húzott vonal közepét. A középút egy dinamikus tanítás, ahogy a hagyományos történet is mutatja, amelyben Buddha felismerte a középút jelentését, amikor egy folyóparton üldögélt. Egy elhaladó csónakban hallotta, hogy egy lanton játszik valaki és ekkor értette meg, hogy a húr nem lehet se túl feszes, se túl laza ahhoz, hogy szép hangot adjon ki.

## Théraváda összefüggésben
A théraváda buddhizmus páli kánonja a "középút" kifejezést Buddhának tulajdonítja, aki a nemes nyolcrétű ösvényt magyarázva beszélt a mérsékletesség és az érzéki élvezet közötti szélsőségek közötti útról. A késő páli irodalomban is használják a "középút" kifejezést, amely ebben az összefüggésben a függő keletkezésről szóló tanításra vonatkozik.

### Nemes nyolcrétű ösvény
A páli kánonban a középút (maddzsimá-patipadá) fogalma már Buddha első beszédében megjelenik (Dhammacsakkappavattana-szutta (SN 56.11). A szentírások szerint, amikor Buddha elmondta ezt a szútrát, akkor ezt öt aszkétának szánta, akikkel korábban együtt gyakorolt szigorú mértékletességet.

## Mahájána kontextus
A mahájána buddhizmusban a madhjamaka („középút”) iskola a középút módszerét hirdeti abban a metafizikai kérdéskörben, melyek szerint a dolgok végül is vagy léteznek vagy nem léteznek.
A tendai iskolában a középút azon két tézist ötvözi, miszerint minden dolog „üres” és ennek ellentétét, hogy minden dolog rendelkezik érzékelhető tulajdonsággal.
A zen buddhizmusban a középút leírja, miképp szabaduljunk meg szélsőségesen egyoldalú nézeteinktől. Például a nagy Huineng mester egyik szútrájának (Platform szútra) tizedik fejezetében útmutatást ad, miképp adjuk át a dharma tanításokat. Felsorolja a tudat 36 alapvető ellenkezését és tárgyalja a szélsőségektől mentes módszert.

## Lásd még
| - Buddhizmus - Dhammacsakkappavattana-szutta - Madhjamaka - Nirvána - Nemes nyolcrétű ösvény | - Tendai - Középút meditáció - Nágárdzsuna - Múlamadhjamakakáriká - Argumentum ad temperantiam |

### Magyarul
- SN 56.11 A Tan kerekét forgásba hozó tanítóbeszéd Archiválva 2014. szeptember 12-i dátummal a Wayback Machine-ben
- SN 12.15 Tanítóbeszéd Kaccsánának Archiválva 2016. március 6-i dátummal a Wayback Machine-ben
- A buddhista középút filozófiája – írta Fehér Judit

### Angolul
- Bodhi, Bhikkhu (ford.) (2000). The Connected Discourses of the Buddha: A Translation of the Saṃyutta Nikāya. Boston: Wisdom Publications. ISBN 0-86171-331-1.
- Bodhi, Bhikkhu (szerk., ford.) (2005). In the Buddha's Words: An Anthology of Discourses from the Pāli Canon. Somerville: Wisdom Publications. ISBN 0-86171-491-1.
- Buddhagósza, Bhadantācariya & Bhikkhu Ñā ṇamoli (ford.) (1999). The Path of Purification: Visuddhimagga. Seattle, WA: Buddhist Publication Society Pariyatti Editions. ISBN 1-928706-00-2.
- Dhamma, Rewata (1997). The First Discourse of the Buddha: Turning the wheel of Dhamma. Somerville, MA: Wisdom Publications. ISBN 0-86171-104-1.
- Rupert Gethin (1998). The Foundations of Buddhism. Oxford: Oxford University Press. ISBN 0-19-289223-1.
- Peter Harvey (2007). An Introduction to Buddhism: Teachings, History and Practices. Cambridge: Cambridge University Press. ISBN 0-521-31333-3.
- Piyadassi Thera (ford.) (1999). Dhammacakkappavattana Sutta: Setting in Motion the Wheel of Truth (Szamjutta-nikája 56.11) - http://www.accesstoinsight.org/tipitaka/sn/sn56/sn56.011.piya.html.
- T.W. Rhys Davids & William Stede (szerk.) (1921-5). The Pali Text Society’s Pali–English Dictionary (PED). Chipstead: Pali Text Society.
- Sri Lanka Buddha Jayanti Tipitaka Series [SLTP] (n.d.-b). Dhammacakkappavattana vaggo (Szamjutta-nikája 55.2) [páli nyelven].
- Thánisszaró Bhikkhu (ford.) (1997). Kaccayanagotta Sutta: To Kaccayana Gotta (on Right View) (Szamjutta-nikája 12.15).
- Thánisszaró Bhikkhu (ford.) (1998). Maha-Saccaka Sutta: The Longer Discourse to Saccaka (excerpt) (Maddzshima-nikája 36).
- Thánisszaró Bhikkhu (ford.) (2005). Acela Sutta: To the Clothless Ascetic (Szamjutta-nikája 12.17).